# Terreur dans l'Arctique
Terreur dans l'Arctique (Ice Road Terror) est un téléfilm américain réalisé par Terry Ingram et diffusé le 11 juin 2011 sur Syfy.

## Synopsis
Deux routiers se préparent pour une longue route vers une mine de diamants en Arctique. En se frayant un passage à travers des rivières gelées, leur objectif est d'approvisionner les mineurs en matériel. Mais au milieu de ces froides immensités, ils ne sont pas seuls, car en creusant, les ouvriers ont réveillé une créature préhistorique géante.

## Fiche technique
- Titre original : Ice Road Terror
- Réalisation : Terry Ingram
- Scénario : Keith Shaw
- Photographie : Michael Balfry
- Musique : Stu Goldberg
- Société de production : ARO Entertainment, Hybrid
- Pays :  États-Unis
- Durée : 86 minutes

## Distribution
- Brea Grant : Rachel Harris
- Ty Olsson : Jack Simmons
- Dylan Neal : Neil Conroy
- Malcolm Stewart (en) : Karl Kruger
- Michael Hogan : Terry Lowman
- David Lyle : Tanner
- Merrilyn Gann : Beryl Lowman
- Sean O. Roberts : Kream
- Don Thompson : Dan Sparkman
- Jim Shield : Heath Reid
- William Bell : Tyler